# Handels-, Industrie-, Handwerks- und Landwirtschaftskammer
In Italien ist eine Handels-, Industrie-, Handwerks- und Landwirtschaftskammer (Camera di commercio, industria, artigianato e agricoltura, CCIAA), vereinfachend in der Regel „Handelskammer“ (Camera di commercio) genannt, eine autonome öffentlich-rechtliche Körperschaft und als solche eine Selbstverwaltungseinrichtung der Wirtschaft. Die Kammern stehen unter der Aufsicht des italienischen Wirtschaftsministeriums.
Das Pendant der italienischen Handels-, Industrie-, Handwerks- und Landwirtschaftskammern in Deutschland, Österreich und der Schweiz sowie in Liechtenstein und Luxemburg sind Industrie- und Handelskammern, Handelskammern, Handwerkskammern, Landwirtschaftskammern und  Wirtschaftskammern.

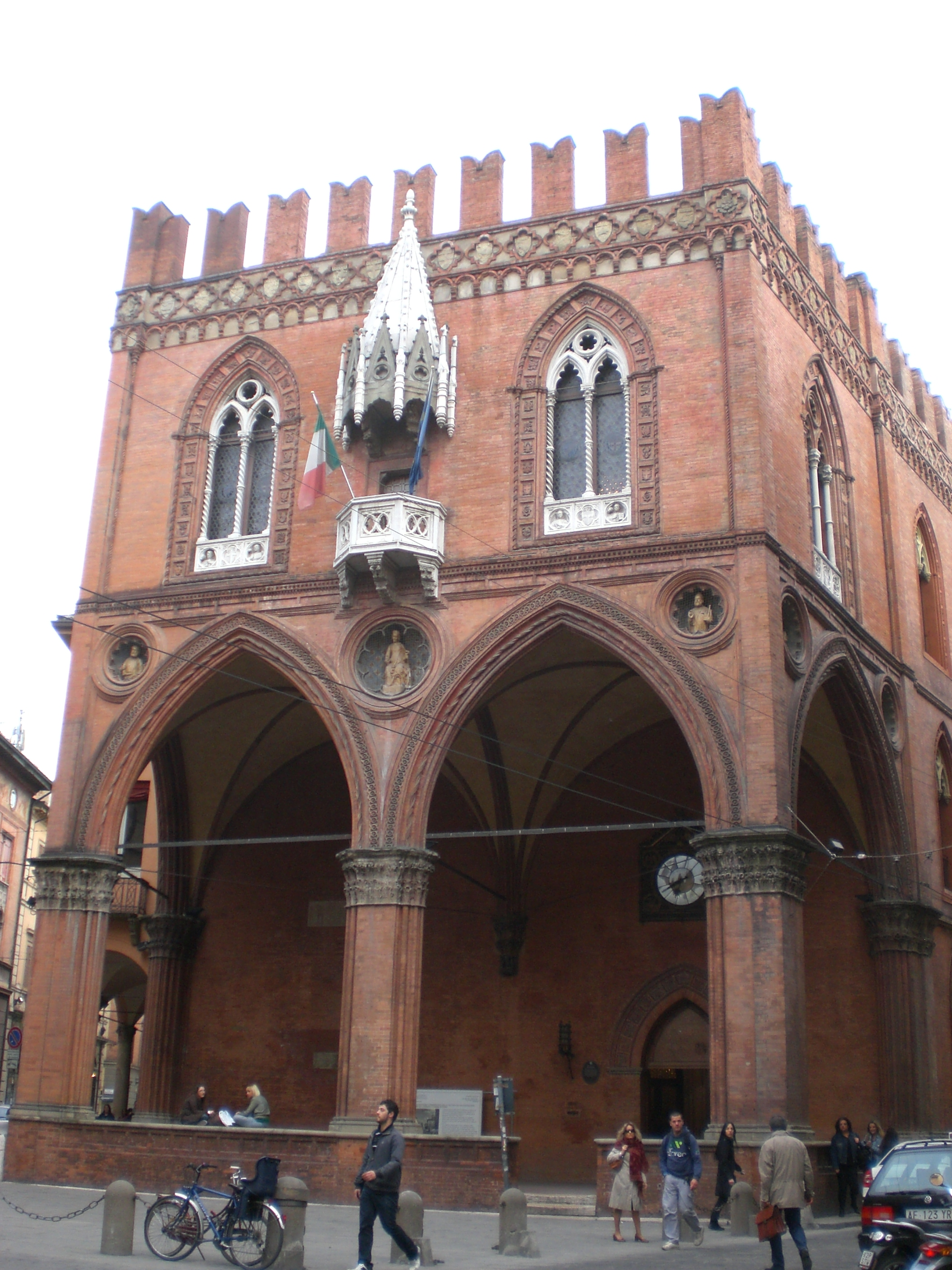
Palazzo della Mercanzia, Handelskammer Bologna

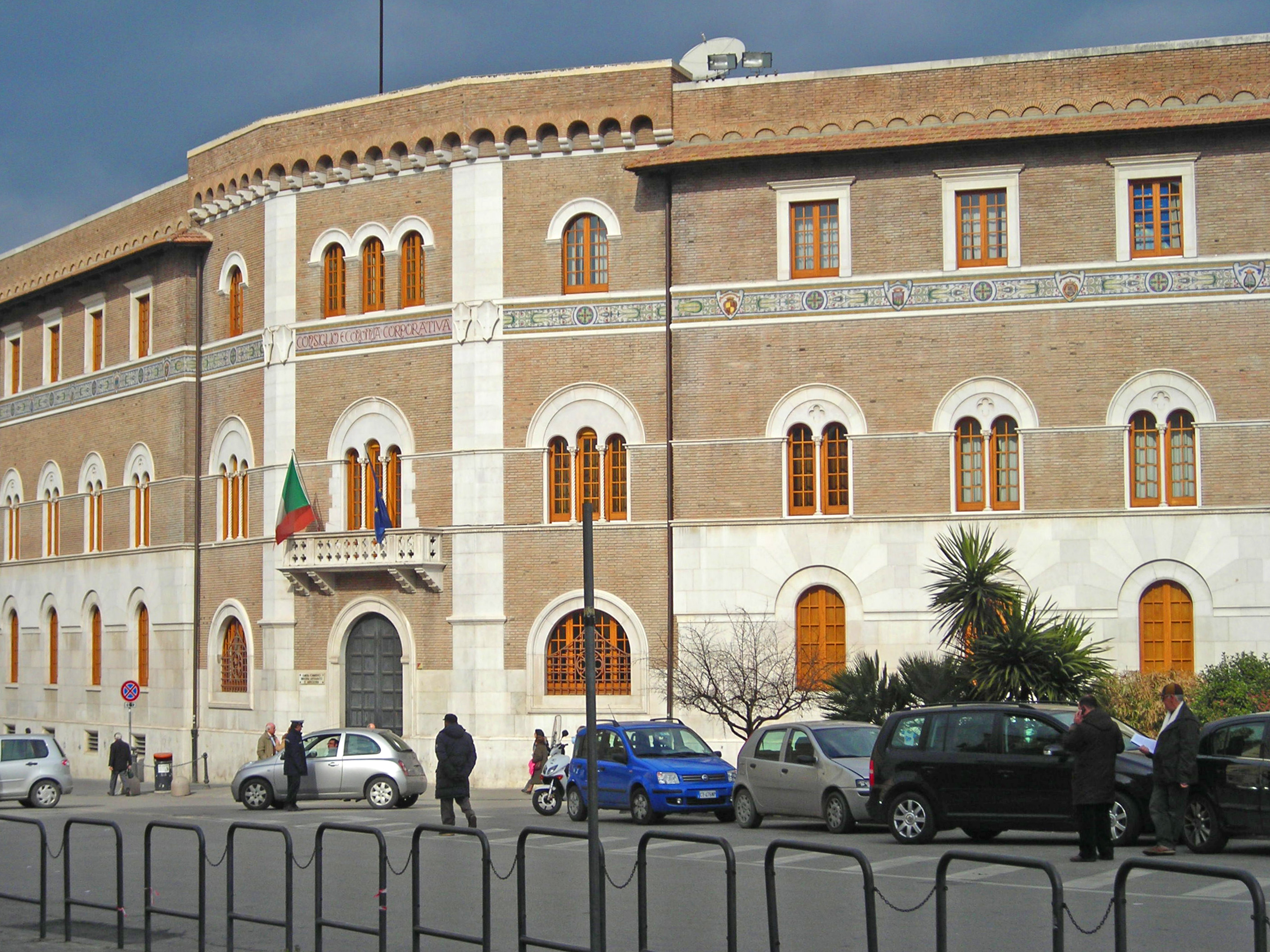
Handelskammer Irpinia Sannio, Außenstelle Benevent

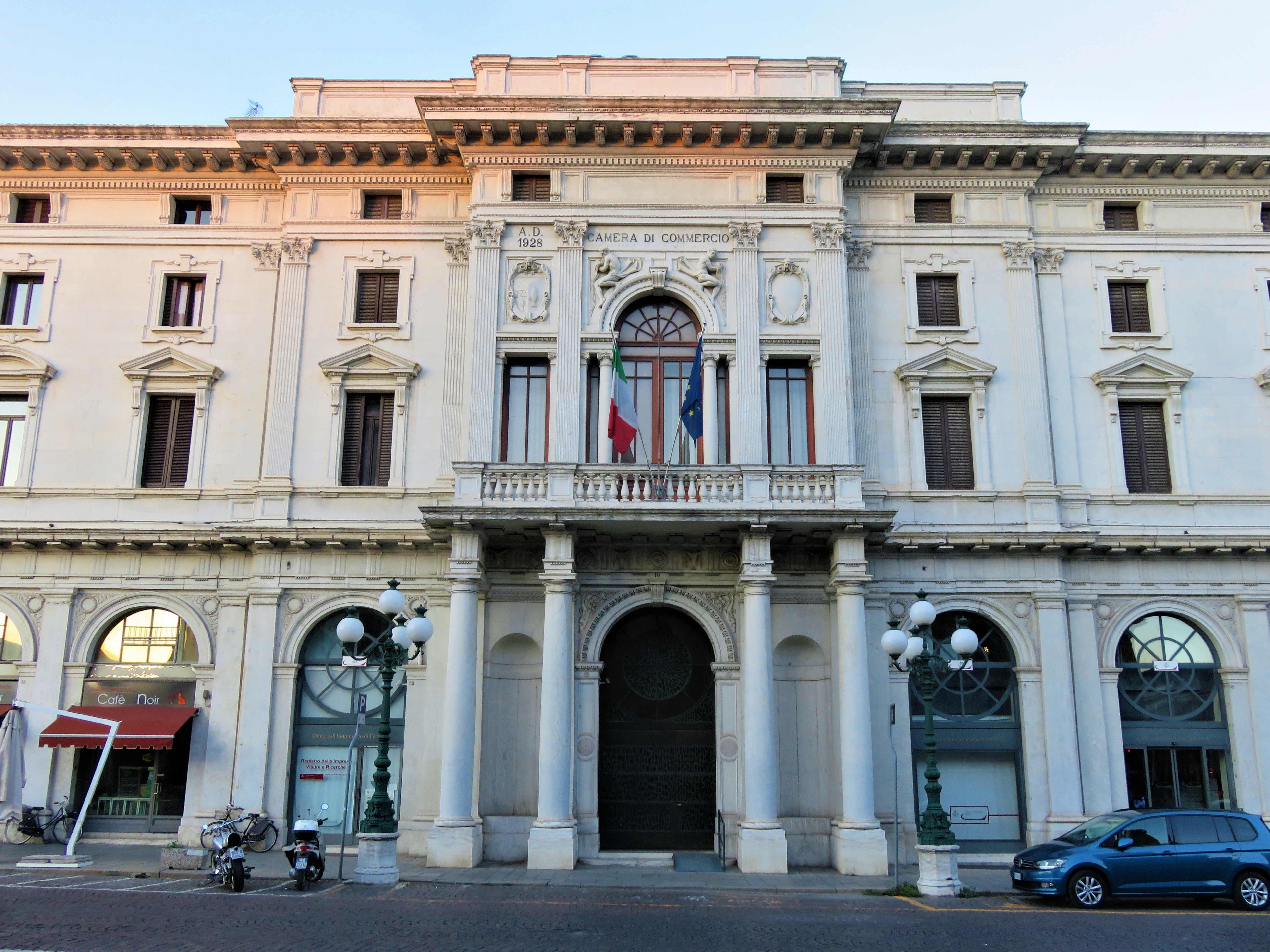
Handelskammer Ravenna & Ferrara, Außenstelle Ferrara

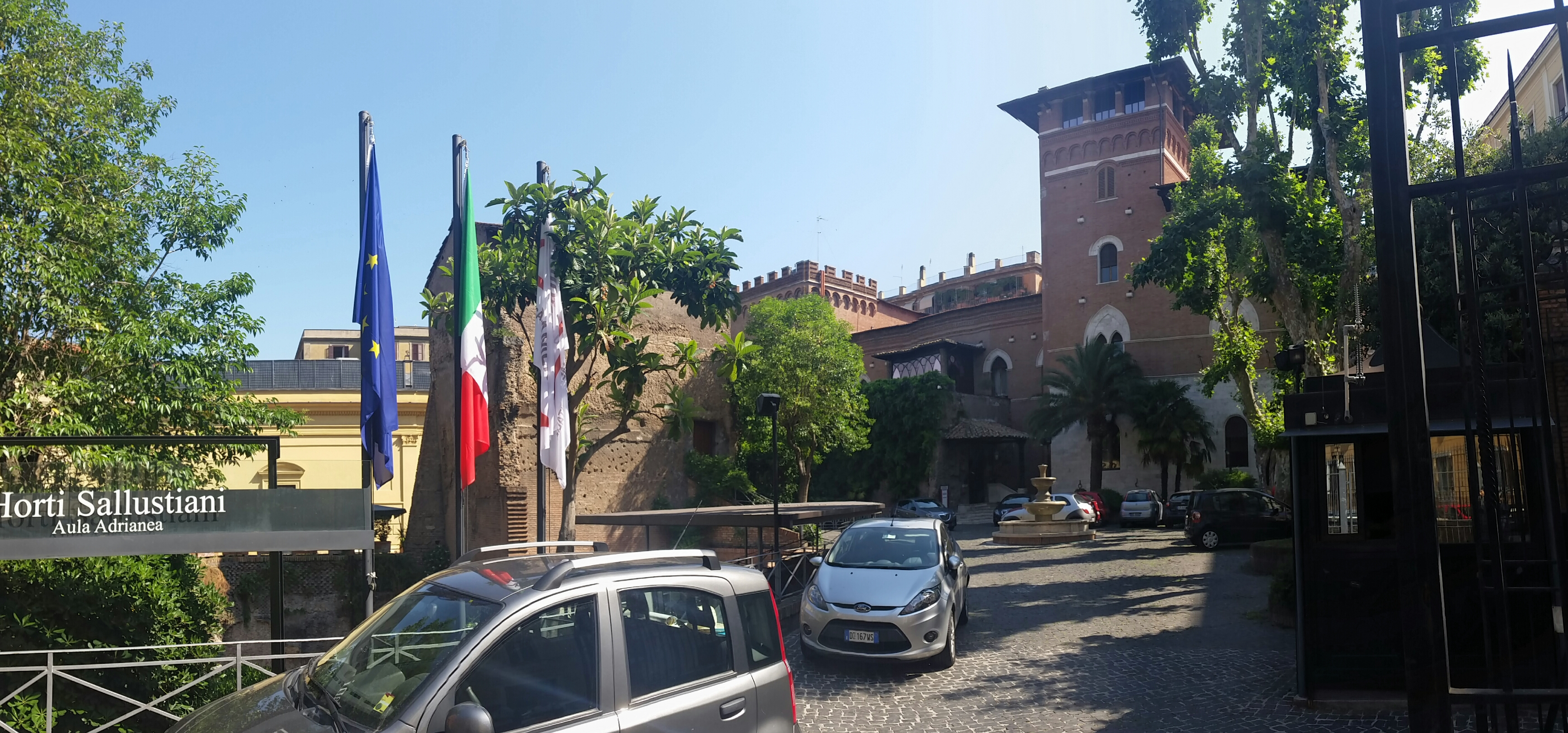
Unioncamere-Sitz in Rom

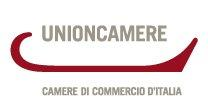
Logo Unioncamere

## Aufgaben
Die Handelskammern vertreten branchenübergreifend die wirtschaftlichen Interessen ihrer zugehörigen Unternehmen gegenüber Politik und Öffentlichkeit. Zentrale originäre Aufgabe ist die Wirtschaftsförderung, beispielsweise durch die Unterstützung von Unternehmensgründungen, durch Wirtschafts- und Marktforschung oder durch die Anbahnung von Geschäftskontakten. Darüber hinaus ermöglichen die Kammern durch Mediations- und Schiedsverfahren außergerichtliche Streitbeilegungen. Der Staat kann den Kammern hoheitliche Aufgaben übertragen; ein Gesetz von 1993 übertrug ihnen (unter der Aufsicht von Richtern) die Führung der Unternehmensregister (Handelsregister), womit für die Unternehmen automatisch eine Pflichtmitgliedschaft bei den Handelskammern einhergeht. Meist unterhalten die Kammern auch Berufsbildungseinrichtungen; gemeinsam haben sie 2006 in Rom die Fernuniversität Universitas Mercatorum gegründet.

## Organisation
Die Organe der Kammern bestehen aus einem Kammerrat, einem Kammerausschuss, einem Präsidenten und aus einem Rechnungsprüfungskollegium, die auf fünf Jahre nominiert oder gewählt werden. Im Kammerrat sitzen überwiegend von Wirtschaftsverbänden nominierte Vertreter von Unternehmen und zu einem kleineren Teil von Gewerkschaften, Konsumentenschutzverbänden und der Freien Berufe. Der kleinere, exekutive, vom Kammerrat gewählte Kammerausschuss ist meist so zusammengesetzt, dass möglichst alle Wirtschaftssektoren vertreten sind. Der vom Kammerrat gewählte Präsident ist gesetzlicher Vertreter der Kammer und sitzt dem Kammerausschuss vor. Die Rechnungsprüfer werden vom Kammerrat aus dem Verzeichnis der Wirtschaftsprüfer ausgewählt und für vier oder fünf Jahre ernannt. Für die Leitung der Verwaltung wird ein Generalsekretär bestellt, der rechtlich festgelegte Anforderungen erfüllen muss.
In Italien gab es bis 2020 grundsätzlich in jeder Provinz oder Metropolitanstadt oder äquivalenten Gebietskörperschaft eine Handels-, Industrie-, Handwerks- und Landwirtschaftskammer. Auf der Grundlage des Gesetzes 124/2015 wurden sie von 105 auf 60 reduziert, mit dem Ziel, größere und leistungsfähigere Kammern zu schaffen. In etlichen Fällen bleiben jedoch die Standorte der aufgelösten Kammern als Außenstellen fusionierter Kammern bestehen.
Die Kammern können sich zu regionalen Vereinigungen zusammenschließen. Auf nationaler Ebene gibt es seit 1901 in Rom den „Bund der Handels-, Industrie-, Handwerks- und Landwirtschaftskammern“ (Unioncamere), der die Interessen der italienischen Kammern und deren Mitglieder gegenüber italienischen, europäischen und internationalen Institutionen vertritt. Im Ausland bestehen italienische Auslandshandelskammern.
Die Handelskammern in Italien finanzieren sich durch die jährlichen Pflichtbeiträge der Mitglieder, sonstige Gebühren und durch Einnahmen aus Dienstleistungen für Nichtmitglieder und staatliche Stellen (Übertragener Wirkungskreis).

## Geschichte
Manche italienische Handelskammern haben Vorläufer, deren Geschichte bis ins Mittelalter zurückreicht. Während der napoleonischen Epoche wurden um 1800 entweder ältere Institutionen zu modernen Handelskammern umgeformt oder solche neu errichtet. Mit der Einigung Italiens entstand ab 1862 das nach Provinzen ausgerichtete Kammersystem, das lange Zeit zentralistische Züge aufwies und unter dem Faschismus ganz aufgelöst wurde, weil es nicht in dessen System des autoritären Korporatismus passte. Nach 1945 entstanden die Handelskammern wieder, der zentralistische Charakter des Systems wurde jedoch erst in den 1990er Jahren überwunden. Für die Region Trentino-Südtirol traten Sonderregelungen bereits 1948 in Kraft. Von 2015 bis 2020 wurde mit Rationalisierungsmaßnahmen die traditionelle starre Provinzfixierung der Kammern aufgegeben und, wie schon in anderen Bereichen, die Ausrichtung auf die italienischen Regionen zum Standard (mindestens eine Kammer pro Region).
Zu den Handelskammern mit der längsten (Vor-)Geschichte gehören die Handelskammern in Ancona (Consolato dei mercanti, um 1500), Bologna (Universitas mercatorum, 1376), Bozen (Merkantilmagistrat, 1635), Livorno (Deputazione, 1642), Lucca (Collegio de’ mercanti, 12. Jahrhundert), Parma (Università dei negozianti, 1736), Pesaro (Collegio della mercanzia, 1532), Pisa (Curia mercatorum, Curia maris, mittelalterlich), Siena (Mercatura, 12. Jahrhundert), Turin (Consolato di commercio, 1701), Triest (Deputazione mercantile, 1731–1749), Venedig (verschiedene) und Verona (Domus mercatorum, 1210).